# Tetracentron
Tetracentron es un género de plantas dicotiledóneas perteneciente a la familia Trochodendraceae. Incluye una sola especie, Tetracentron sinense Oliv. (tetracentron de China), que es la especie tipo del género.

## Descripción
Con los caracteres generales de la familia Trochodendraceae.
- Árbol caducifolio, glabro, con macroblastos con filotaxis dística y braquiblastos unifoliados.
- Hojas palmatinervias, con estípulas menudas y soldadas al peciolo. Idioblastos secretores.
- Planta hermafrodita. Inflorescencias en espigas multifloras amentoides, definidas, axilares, con las flores en verticilos de 4.
- Flores pequeñas. Tépalos (a veces considerados sépalos) 4, en 2 verticilos decusados, estambres 4, en 2 verticilos decusados, oposititépalos, gineceo súpero con 4 carpelos en un verticilo, sincárpicos, alternando con los estambres, con 5-6 óvulos horizontales por carpelo, de placentación apicoaxial.
- Fruto en cápsula ventricida de paredes delgadas, a veces ligeramente loculicida, con los estilos fuertemente reflejos y en posición basal. Semillas ahusadas, con expansiones alares apicales y basales; endospermo oleoso.
- Número cromosómico: 2n = 48.

## Ecología
Crece entre los 1.100 y 3.600 m de altitud, en zonas de bosque de hoja ancha perennifolio o mixto, a lo largo de arroyos o en los bordes del bosque.

## Distribución
La única especie del género se distribuye por el este de Nepal, Bután, el nordeste de la India, el norte de Burma, el norte de Vietnam y las provincias chinas de Gansu, Guizhou, Henan, Hubei, Hunan, Shaanxi, Sichuan, Xizang y Yunnan.

## Táxones específicos incluidos
El género incluye una única especie, conocida en chino como shui qing shu.
- Especie Tetracentron sinense Oliv., 1.889 (= T. sinense var. himalense H. Hara & Kanai, 1.964)

Árboles de 40 metros, tronco con diámetro máximo de 1,5 m. Estípulas estrechamente oblongas, de unos 10 mm. Hojas con peciolo de 20-40 mm, limbo anchamente ovado, 70-160 × 40-120 mm, cartáceo, de envés más pálido, con 5-7 nervios, base acorazonada a subtruncada, borde serrulado, ápice acuminado. Inflorescencias de 60-150 mm, cortamente pedunculadas, con 80-125 flores, algunas abortadas en la antesis. Bracteolas florales menudísimas, 0,3-0,5 × 0,4-0,7 mm. Flores verdeamarillentas, sésiles, de 1-2 mm de diámetro. Tépalos ovado-orbiculares, 1-2 mm, enteros, apiclmente redondeados. Estambres exsertos, filamentos subcilíndricos a algo aplanados, de 1,5-3 mm, anteras 0,4-0,8 mm, conectivo truncado-redondeado apicalmente. Carpelos en la antesis 1,5 mm de largo, estilos subulados, erectos y conniventes, recurvos en la antesis, estigma en la cara ventral del estilo. Fruto castaño, 2,5-5 mm, con 4-6 semillas de 2-3 mm.

## Conservación
Tetracentron sinense está incluida en el Apéndice III de CITES. Su comercio está limitado conforme a esta regulación internacional.